# Liste der Naturdenkmale in Alfeld (Leine)
Die Liste der Naturdenkmale in Alfeld (Leine) nennt die Naturdenkmale in der Stadt Alfeld (Leine) im Landkreis Hildesheim in Niedersachsen.

## Naturdenkmale
| Bild                          | Bezeichnung                       | Ort, Lage | Beschreibung                                                                                    | Schutzzweck                 | Nummer        |
| ----------------------------- | --------------------------------- | --- | ----------------------------------------------------------------------------------------------- | --------------------------- | ------------- |
| Fotos hochladen               | 2 Dinglinden                      | Alfeld-Nord Auf dem alten Friedhof an der Hildesheimer Straße (51° 59′ 22,6″ N, 9° 49′ 27,1″ O)                                                             |                                                                                                 | Heimatkunde                 | ND-HI 135     |
| Fotos hochladen               | Findling                          | Alfeld-Nord Auf dem alten Friedhof an der Hildesheimer Straße (51° 59′ 26,5″ N, 9° 49′ 31,4″ O)                                                             |                                                                                                 | Heimatkunde                 | ND-HI 136     |
| Fotos hochladen               | Eiche                             | Eimsen Auf dem Weinberge (52° 0′ 22,9″ N, 9° 49′ 8,2″ O) |                                                                                                 | Schönheit                   | ND-HI 160     |
| BW                            | Felsen, sogen. Pferdestall        | Imsen Im Steinberg, östlich der Starkstromleitung (51° 57′ 31″ N, 9° 47′ 33,7″ O)                                                                           |                                                                                                 |                             | ND-HI 178     |
| BW                            | Kastanie                          | Sack-West Am Burghof (51° 59′ 39,1″ N, 9° 50′ 53,2″ O) |                                                                                                 | Heimatkunde                 | ND-HI 182     |
| Fotos hochladen               | Warnequelle, sogen. Gottesbrunnen | Langenholzen An der linken Seite der Dorfstraße in Richtung Sack (51° 59′ 45,2″ N, 9° 51′ 5″ O)                                                             |                                                                                                 | Heimatkunde                 | ND-HI 184     |
| BW                            | Franzosenlinde                    | Limmer Am Quellschutzgebiet östlich der B3 (52° 0′ 24,7″ N, 9° 47′ 37,1″ O)                                                                                 |                                                                                                 | Heimatkunde                 | ND-HI 185     |
| BW                            | Hohestein                         | Brunkensen Gutsforst Brunkensen, 75 m nördlich von der Brunkenser Papiermühle, am Ostabhang des Odenberges (51° 59′ 13,9″ N, 9° 45′ 20,9″ O)                |                                                                                                 |                             | ND-HI 230     |
| BW                            | Kikedal (Felswand)                | Brunkensen Gutsforst Brunkensen, 500 m südöstlich von Höhe 319,3 am Ostrand des Duinger Berges (51° 59′ 25,8″ N, 9° 45′ 21,2″ O)                            |                                                                                                 |                             | ND-HI 231     |
| mehr Fotos \| Fotos hochladen | Lippoldshöhle                     | Brunkensen Gutsforst Brunkensen, 1 km südwestlich Brunkensen, 175 m südlich der Papiermühle, 20 m östlich des Glenebaches (51° 58′ 59,5″ N, 9° 45′ 20,2″ O) |                                                                                                 |                             | ND-HI 232     |
| BW                            | Eiche                             | Brunkensen Im Bürgerpark (51° 59′ 33,4″ N, 9° 46′ 9,8″ O)                                                                                                   |                                                                                                 | Schönheit                   | ND-HI 315     |
| BW                            | Eiche                             | Brunkensen An der Kirche (51° 59′ 31,2″ N, 9° 46′ 12″ O) |                                                                                                 | Heimatkunde                 | ND-HI 316     |
| Fotos hochladen               | Blutbuche und Platane             | Alfeld-Nord Gudewillstraße (51° 59′ 22″ N, 9° 49′ 21,9″ O)                                                                                                  | Blutbuche                                                                                       | Schönheit                   | ND-HI 317 (a) |
| Fotos hochladen               | Blutbuche und Platane             | Alfeld-Nord Gudewillstraße / Ecke Holzer Straße (51° 59′ 22,5″ N, 9° 49′ 25″ O)                                                                             | Platane                                                                                         | Schönheit                   | ND-HI 317 (b) |
| Fotos hochladen               | Blutbuche                         | Alfeld Schulrat-Habermalz-Schule (51° 59′ 15,5″ N, 9° 49′ 55,7″ O)                                                                                          |                                                                                                 | Schönheit                   | ND-HI 318     |
| Fotos hochladen               | Trauerrotbuche                    | Alfeld Kalandstraße (51° 59′ 15,8″ N, 9° 49′ 47,7″ O) |                                                                                                 | Seltenheit                  | ND-HI 325     |
| BW                            | Steinbruch Lütgenholzen           | Lütgenholzen (52° 0′ 29,2″ N, 9° 46′ 15,2″ O) | Schichten des Trochitenkalkes (oberer Muschelkalk, Trias), mineralisierte Klüfte. Fläche 0,2 ha | Wissenschaftliche Bedeutung | ND-HI 330     |